# Prismáticos astronómicos

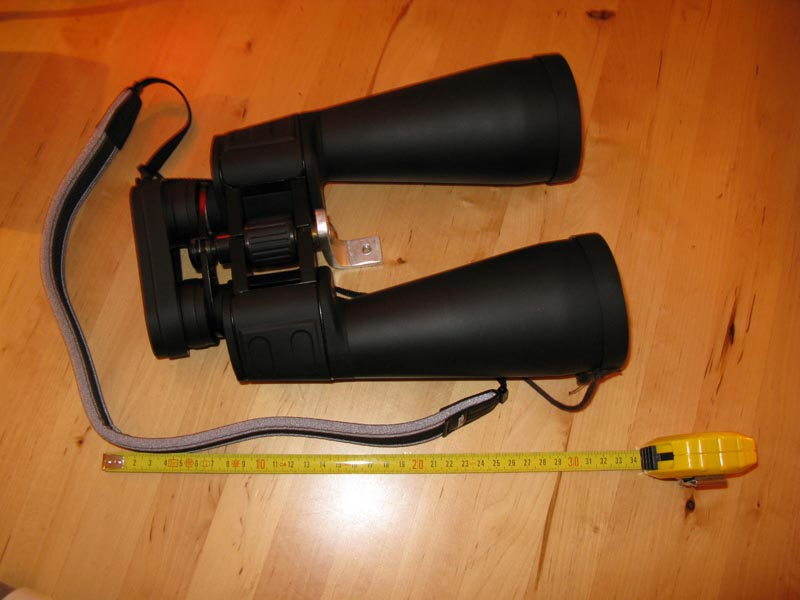
Unos prismáticos astronómicos 15x70. La cinta métrica colocada a un costado evidencia su gran tamaño.

Los prismáticos astronómicos son un instrumento óptico que se utiliza para observar objetos astronómicos como estrellas y planetas. La principal diferencia con otro tipo de prismáticos es su tamaño, pues son más grandes y voluminosos. Tienen aperturas grandes que permiten la observación de objetos poco luminosos y muy lejanos.

## Especificaciones técnicas

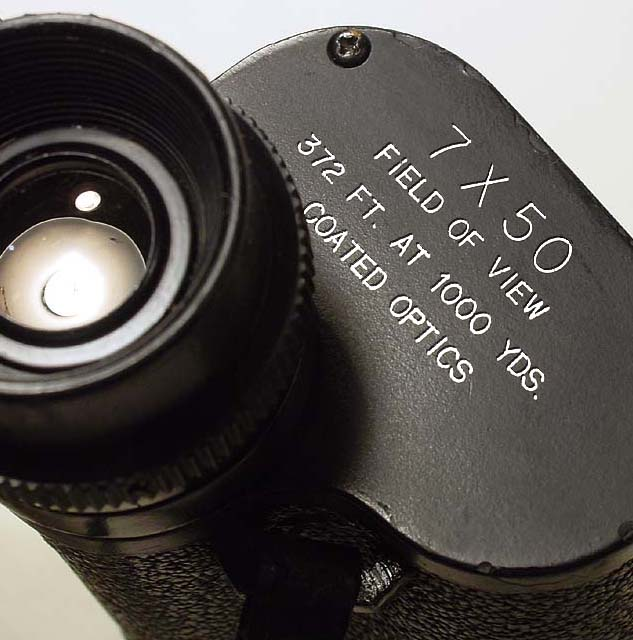
Parámetros ópticos de unos prismáticos convencionales inscritos sobre el cuerpo del mismo.

### Apertura
Para poder observar objetos celestes con unos prismáticos es necesario que estos puedan recoger una gran cantidad de luz. Por esa razón, los prismáticos para astronomía tienen aperturas mucho más grandes que las de unos prismáticos usados para otros fines, tales como observación de aves, naturaleza, competiciones deportivas, entre otras. Los tamaños de apertura más comunes en unos prismáticos astronómicos son: 50 mm, 60 mm, 70 mm, 80 mm y 100 mm.
Los prismáticos con aperturas a partir de 50 milímetros se pueden utilizar para observar el cielo nocturno, mientras que los más grandes tienen aperturas de 100 milímetros.

### Aumentos
Los prismáticos astronómicos se usan para observar objetos que están a mucha distancia de la Tierra. Para tener imágenes más cercanas y poder apreciar mejor los detalles de los objetos astronómicos, los prismáticos para astronomía tienen más aumentos que otro tipo de prismáticos.
Al ser prismáticos con aperturas muy grandes son capaces de soportar más aumentos que otros prismáticos con aperturas más pequeñas. Los aumentos más comunes en prismáticos astronómicos son: 12x, 15x, 20x y 25x.

### Identificación de la apertura y los aumentos
Los aumentos y la apertura vienen detallados en las especificaciones técnicas de los prismáticos. También suelen estar grabados en el propio cuerpo del instrumento. Su nomenclatura se basa en dos números separados por una «x». El primer número hace referencia a los aumentos y el segundo a la apertura. Por ejemplo, unos prismáticos de 15x70 tienen 15 aumentos y cada uno de sus objetivos mide 70 milímetros.

## Trípode y estabilizador de imagen
Cuantos más aumentos tienen unos prismáticos, más presentes y molestas son las vibraciones; el pequeño movimiento ocasionado por el pulso al sostenerlos hace que las vibraciones sean demasiado molestas como para observar a través de los prismáticos con comodidad. Para tener buenos resultados al utilizar muchos aumentos es necesario estabilizar la imagen. Esto se puede hacer a través del uso de un trípode o de un mecanismo especial, integrado en el pismático, conocido como estabilizador de imagen. No obstante, los prismáticos astronómicos más pequeños (de 50 mm de apertura y con menos de 12 aumentos) se pueden utilizar sin trípode.

## Peso y tamaño
Debido al gran tamaño de su apertura, los prismáticos astronómicos son más voluminosos y pesados que cualquier otro tipo de prismáticos. Unos prismáticos astronómicos de 25x100 pesan cerca de 4000 gramos. Es una gran diferencia si se compara con los 400 gramos que pesan unos prismáticos compactos de 8x25.
Su peso es otra razón más para utilizar un trípode. Sostener unos prismáticos tan pesados durante mucho tiempo es cansado, y con unos brazos fatigados las vibraciones aumentan.

## Alcance y calidad de imagen
La calidad de las imágenes dependerá de la calidad óptica, del tamaño de apertura y de los aumentos de los prismáticos. Algunos de los objetos astronómicos más fáciles de observar con prismáticos astronómicos son:
- Luna
- Marte
- Júpiter
- Saturno
- Nebulosa de la Laguna
- Nebulosa de Orión
- Pléyades
- Vía Láctea
- Galaxia de Andrómeda